# 富士チタン工業
富士チタン工業株式会社（ふじちたんこうぎょう）は、化合繊用酸化チタン及びチタン酸バリウムなど電子材料を中心とする無機酸化物材料メーカーである。
日本で最初に酸化チタン製造の工業化に成功して以来、国内外の化繊・合繊メーカーや電子部品メーカーにファインセラミックス材料を供給している。
同社は酸化チタン工業化のため、石原産業と旭化成工業（現・旭化成）の合弁により設立。1954年に大証、1961年に東証二部に株式上場するも経営不振や旭化成のグループ事業再編等もあって2005年に石原産業が完全子会社化、現在に至る。